# Херманссон, Какан
Карин Сигнхильд Херманссон (швед. Karin Signhild Hermansson), более известная как Какан Херманссон (швед. Kakan Hermansson; род. 7 августа 1981 года, Лунд) — шведская телеведущая, радиоведущая, комик и деятель искусства.

## Биография

### Карьера телеведущей
Родилась 7 августа 1981 года в городе Лунд. Отец — Ян Херманссон, преподаватель психологии религии в университете. Оба родителя — выходцы из рабочего класса, в 1960-е и 1970-е годы участвовали в левых политических движениях.
Впервые получила общенациональную известность после участия в комедийном сериале Locash на канале ZTV в 2008—2009 годах. Её персонаж — Какан, увлекающаяся хип-хопом жительница одного из южных пригородов Стокгольма, основан на ней самой. Сериал продержался в эфире три сезона.
В 2010 году Какан, вместе со шведской моделью и музыкантом Юлией Фрей, организовала дуэт «Kaka och Julia». Их комедийные клипы получили большую популярность в интернете, в связи с чем были показаны в юмористическом шоу SVT Humor на центральном канале шведского телевидения — SVT. Позже SVT предложил Какан и Юлии вести собственное телевизионное шоу Kaka på Kaka. Это шоу, в котором девушки брали интервью у различных известных людей, продержалось в эфире два сезона.
Какан неоднократно работала вместе с журналистом Пером Лернстрёмом. В 2013 году она была репортёром программы «Veckans Svensk» на канале TV4, которую вёл Лернстрём, а также была его помощницей на шоу «Idol 2013» на TV4. Также они вместе вели передачу PP3 на Шведском радио.
В начале июня 2014 года Херманссон стала одной из ведущих популярного радиошоу Sommar i P1 на Sveriges Radio P1. На пресс-конференции, посвящённой её появлению в этом шоу, произошёл скандал. Какан жёстко раскритиковала отсутствие культурного разнообразия при выборе ведущих для Sveriges Radio: «Я ужасно злюсь из-за того, что все, кто здесь сидят — белые. Мы не представляем (всю) Швецию» — сказала она. Высказывание Какан было неоднозначно оценено в обществе — его раскритиковал даже ряд представителей культурных меньшинств, в том числе журналист Мустафа Джан в газете Aftonbladet.
В 2016 году Какан предложили участвовать в рекламе Audi Q2, однако вскоре компания Audi была вынуждена прекратить сотрудничество с ней. Причиной этого стал мужененавистнический комментарий, который Какан оставила в Твиттере в 2012 году и который четыре года спустя привлёк внимание пользователей соцсетей. После этого инцидента она была вынуждена извиниться в своём личном блоге, затем её извинения перепечатала газета Expressen.

### Творчество
Какан Херманссон окончила Konstfack (Стокгольмский университет искусств, ремёсел и дизайна). В качестве дипломного проекта она организовала конгресс по нейл-арту. В настоящее время она в основном работает с керамикой, её работы выражают идеи о поле, классе и сексуальности. Выставки работ Какан прошли в Стокгольмском музее НАУ и в музее городского совета Кристианстада: последняя выставка прошла вскоре после скандала, связанного с публикацией мужененавистнического поста в Твиттере, что вынудило Какан закрыть комментарии на публичной странице выставки в Facebook — из-за большого количества критических комментариев. 28 мая 2014 года Херманссон провела художественную выставку во время ЛГБТ-фестиваля в Гётеборге «West Pride».
С 2013 года Какан является одной из шести членов феминистского художественного коллектива «Новая женская группа» (швед. Den nya kvinnogruppen), который был создан в ответ на доминирование мужчин-художников на шведской арт-сцене.

## Личная жизнь
Какан Херманссон идентифицирует себя как лесбиянка, радикальная феминистка и анархистка. По политическим взглядам является левой. Критикует автономных левых за то, что в их рядах много выходцев из среднего класса, которым чужды интересы рабочего класса.
Сожительница Какан — Ханна Островски (швед. Hanna Ostrovski), старше её на 6 лет. В 2018 году в их семье появился мальчик, которого родила Какан.